# Leptoneta abeillei
Leptoneta abeillei és una espècie d'aranya araneomorfa de la família dels leptonètids (Leptonetidae). Fou descrita per primera vegada l'any 1882 per Eugène Simon. És anomenada així en honor de Elzéar Abeille de Perrin, un advocat i entomòleg francès.

## Distribució
Aquesta espècie es troba a França i Espanya. És una aranya cavernícola. A França, ha estat observada en coves dels departaments francesos de l'Ardecha i del Gard.